# Cynthia Martin
Cynthia Martin, née sous le nom de Cindy Martin en 1961, est une dessinatrice de bande dessinée et illustratrice américaine.
Martin est surtout connue pour avoir dessiné le titre Marvel Comics Star Wars (en) en 1985-1986, ainsi que pour son travail sur Spider-Man en 1987 et Wonder Woman de 1989 à 1991. Elle est l'une des rares femmes à travailler dans la bande dessinée américaine traditionnelle à cette époque.
Les lignes épurées de Martin et son sens aigu du mouvement pendant les scènes d'action la distinguent des autres artistes Star Wars de l'époque en plus du fait qu'elle est l'une des rares femmes travaillant dans la bande dessinée. Son travail montre l’influence du manga japonais bien avant qu’il ne devienne courant dans la bande dessinée américaine.

## Carrière
Cynthia Martin débute dans l'industrie du comic book sans vraiment connaître la bande dessinée après qu'un ami a montré ses dessins à Marvel Comics lors d'un festival de bande dessinée. Après avoir dessiné deux couvertures du comic book Star Wars (en) au début de 1985, elle en devient la principale dessinatrice jusqu'à l'arrêt de la série à l'été 1986, formant avec la scénariste Jo Duffy « l'un des grands partenariats oubliés des années 1980 ». En 1985, Martin dessine également un épisode de Ms. Victory (en) Special pour AC Comics (en). Elle est alors l'une des rares femmes à travailler comme dessinatrice dans le milieu de la bande dessinée de super-héros.
Après l'arrêt de Star Wars, et malgré les réactions positives des lecteurs et de son éditeurs, Martin, dont le perfectionnisme s'accommode mal des délais serrés d'une publication régulière, privilégie les apparitions ponctuelles. Elle dessine ainsi en 1987 une histoire de Spider-Man écrite par Ann Nocenti et publiée à la fin de l'année trois titres différents. La même année, elle conçoit seule un récit court pour un collectif de Renegade Comics, une expérience qu'elle apprécie car lui offrant la possibilité d'un travail moins formaté. En 1988, elle met en scène Sable (en) et Whisper, deux héros de First Comics, réunis par le scénariste Steven Grant à l'occasion de la mini-série Crossroads, et dessine un récit court pour un collectif d'Eclipse Comics.
En 1989, elle dessine pour la première fois Wonder Woman dans un recueil collectif, avant de dessiner trois numéros de la série régulières en 1990 et 1991. Cette incursion sur un personnage DC ne l'empêche pas de continuer à travailler pour Marvel en dessinant Vandals of the Heart, histoire écrite par Steve Gerber et sérialisée dans Marvel Comics Presents (en) fin 1990.
En 1991, elle participe à une adaptation en bande dessinée de La Ballade de Pern publiée par Eclipse Books en une couleur directe parfois très crue. En 1993, elle illustre deux des trois épisodes de l'adaptation en bande dessinée de Jason va en enfer pour Topps Comics. Elle adapte également pour Topps deux histoire mettant en scène Elvira, maîtresse des ténèbres.
À partir du milieu des années 2000, Martin illustre de nombreuses biographies illustrées publiées par Capstone Press et met en couleur la série Go Girl! de Trina Robbins et Anne Timmons.
En 2006, Martin revient au comic book de super-héros en dessinant pour DC Comics deux numéro de Blue Beetle écrits par Keith Giffen et John Rogers (en).
En 2007, Martin illustre un ouvrage didactique, How to Draw Comic Heroes.
En 2010, Martins dessine les deux premiers épisodes d'une adaptation de Honey West écrite par Trina Robbins. Le 1er mai 2010, elle est nommée membre honoraire de l'organisation costumière internationale 501e légion en reconnaissance de sa contribution à la saga Star Wars.

### Comic book
Cette bibliographie est reprise de Grand Comics Database. Sauf précision, Martin a réalisé le dessin et l'encrage et son collaborateur le scénario.
- Star Wars (en) (dessin), avec Jo Duffy (scénario), Marvel Comics :

94. Small Wars (encrage de Tom Palmer), avril 1985.
95. No Zeltrons (encrage de Steve Leialoha), mai 1985.
96. Duel With a Dark Lady! (encrage de Bob Wiacek), juin 1985.
97. Escape (encrage d'Art Nichols) juillet 1985.
100. First Strike (encrage d'Art Nichols et Sam de la Rosa), octobre. 1985.
101. Far, Far Away (encrage d'Art Nichols), novembre 1985.
103. Tai (encrage d'Art Nichols), janvier 1986.
104. Nagais and Dolls (dessin et encrage), mars 1986.
105. The Party's Over (dessin avec Steve Leialoha, encrage de Ken Steacy), mai 1986.
106. My Hiromi (encrage de Ken Steacy), juin 1986.
107. All Together Now (encrage de Whilce Portacio), juillet 1986.
- Ms. Victory (en) Special no 1 : Victory at Sea (dessin), avec Phil White (scénario) et Palle Jensen (encrage), AC Comics (en), 1985.
- « Noe », dans Renegade Romance no 1, Renegade Press, juin 1987.
- « Louis, Louis », dans Wimmen's Comics no 12, Renegade Press, novembre 1987.
- Web of Spider-Man no 33 : What's the Matter with Mommy? (dessin), avec Ann Nocenti (scénario) et Steve Leialoha (encrage), Marvel Comics, décembre 1987.
- The Amazing Spider-Man no 295 (dessin), avec Ann Nocenti (scénario) et Kyle Baker (encrage), Marvel Comics, décembre 1987.
- The Spectacular Spider-Man no 133 : I Am... Spider! (dessin), avec Ann Nocenti (scénario) et Joe Rubinstein (encrage), Marvel Comics, décembre 1987.
- « Sweet Poison! », avec Steve Gerber (scénario), dans Web of Spider-Man Annual no 4, Marvel Comics, 1988.
- Crossroads no 1 : Dance to the End of Love, avec Steven Grant, First Comics, juillet 1988.
- « Home Again to Aanugal », avec Steve Gerber, dans Total Eclipse (en), Eclipse Comics, novembre 1988.
- « Headline », avec George Pérez, dans Wonder Woman Annual no 2, DC Comics septembre 1989.
- Wonder Woman (dessin), avec George Pérez (scénario), DC Comics :

45. Legacy (scénario de Pérez et Mindy Newell, encrage de Romeo Tanghal), août 1990.
52. Shards (encrage de Kevin Nowlan), mars 1991.
60. Blood and Sand (dessin avec Joe Phillips, encrage de Pablo Marcos et Brian Stelfreeze), novembre 1991.
- Dragonflight no 1 (peinture), avec Brynne Stephens (en) (scénario d'après Anne McCaffrey) et Lela Dowling (dessin), Eclipse Books, février 1991.
- Vandals of the Heart, avec Steve Gerber, dans Marvel Comics Presents no 60-67, octobre-décembre 1990.
- War of the Gods (en) no 1-2 (encrage), avec George Pérez (scénario et dessin), DC Comics, septembre-octobre 1991.
- « On the Wings of Angels » (dessin), avec Dan Chichester (en) (scénario) et Joe Rubinstein (encrage), dans Midnight Sons Unlimited no 1, avril 1993.
- Jason Goes to Hell : The Final Friday no 1 et 3 (dessin), avec Andy Mangels (scénario d'après Jason va en enfer) et Allen Nunis (encrage), Topps Comics, juillet et septembre 1993.
- « Femme Noir » (dessin), avec Kurt Busiek et Richard Howell (en) (scénario) et Rick Magyar (encrage), dans Elvira, Mistress of the Dark no 9, Topps Comics, janvier 1994.
- Blue Beetle (dessin), avec Keith Giffen et John Rogers (en) (scénario), DC Comics :

3. The Past is Another Country (encrage de Phil Moy), juillet 2006.
6. Secrets, Part Two (dessin avec Kevin West, encrage de Phil Moy et Jack Purcell), octobre 2006.
- « Rondeau », avec Christine Boylan, dans Girl Comics no 2, Marvel Comics, juillet 2010.
- Honey West no 1-2 : Killer on the Keys, avec Trina Robbins (scénario), Moonstone, 2010.

### Albums didactiques
- Gulliver's Travel, avec Donald Lemke (d'après Jonathan Swift), Graphic Revolve, coll. « Stone Arch Classic Fiction », 2008  (ISBN 9781434204493).
- « A Chaparral Christmas Gift », avec Tom Pomplun (d'après O. Henry), dans Christmas Classics, Eureka Productions (en), 2010  (ISBN 9780982563014).

Biographies en bande dessinée publiées par Capstone Publishers dont Martin est dessinatrice :
- Elizabeth Blackwell: America's First Woman Doctor[10], 2007
- George Washington: Leading a New Nation[11], 2006
- Helen Keller: Courageous Advocate[12], 2006
- Jane Goodall: Animal Scientist[13], 2006
- Sacagawea: Journey into the West[14], 2006
- Theodore Roosevelt
- Wilma Rudolph: Olympic Track Star[15], 2006
- Elizabeth Cady Stanton: Women's Rights Pioneer[16], 2006
- Booker T. Washington: Great American Educator
- Hedy Lamarr and a Secret Communication System
- Story of the Statue of Liberty
- Story of the Star-Spangled Banner
- Nathan Hale: Revolutionary Spy
- Max Axiom, Super Scientist: Sound
- Max Axiom, Super Scientist: Adaptation
- Max Axiom, Super Scientist: Food Chains
- Max Axiom, Super Scientist: Magnetism
- Max Axiom, Super Scientist: Global Warming